# Pjotr Sergejewitsch Rykow
Pjotr Rykow (russisch Пётр Сергеевич Рыков Pjotr Sergejewitsch Rykow; englische Transkription: Pyotr Rykov, * 30. Dezember 1981 in Weliki Nowgorod, Sowjetunion) ist ein russischer Schauspieler, Fernsehmoderator, Sänger und Model.

## Leben
Pjotr Rykows Familie zog kurz nach seiner Geburt nach Smolensk um, wo er seine Kindheit verbrachte und unter anderem eine Musikschule besuchte. Nach Abschluss der Gesamtschule absolvierte er von 1998 bis 2001 die Michail-Glinka-Musikfachschule mit dem Schwerpunkt klassische Gitarre. Im dritten Studienjahr wechselte er den Studiengang und begann Fremdsprachen an der Smolensker Universität für Geisteswissenschaften zu studieren. Später zog Rykow nach Moskau und setzte dort sein Übersetzer-/Dolmetscherstudium am Moskauer J. R. Daschkowa-Institut für Geisteswissenschaften fort. Sein Studium schloss er 2006 als Diplom-Übersetzer in den Fächern Englisch und Deutsch ab.
In den Jahren 2006–2010 arbeitete Rykow als Model für Modehausunternehmen wie Dolce & Gabbana, Armani, Neil Barrett, Esquire, Maison Bohemique und Henderson. 2007 war er Co-Moderator des Talentwettbewerbs „STS sazhigaet superzwesdu“ („STS sucht den Superstar“) beim russischen Fernsehsender STS.
Von 2009 bis 2010 absolvierte er einen Grundlagenkurs an der Hermann-Sidakov-Schauspielschule in Moskau und begann anschließend ein Schauspielstudium am Gerassimow-Institut für Kinematographie (WGIK), das er 2014 als diplomierter Schauspieler abschloss (Meisterklasse bei Igor Nikolaewitsch Jasulowitsch).
Neben Auftritten am Moskauer Pushkin-Theater sowie am Moskauer Tabakow-Theater spielt Rykow derzeit in Filmen und Fernsehserien russischer und ukrainischer Produktion mit.
Rykow ist leidenschaftlicher Dichter und Musiker. 2019 gründete er seine eigene Musikband namens „Stone“.

## Theaterrollen (Auswahl)

### Moskauer-Pushkin-Theater
- 2013: Die Kameliendame von Alexandre Dumas, Regie und Choreographie: S. Semljansky – Baron de Varville Junior[10]
- 2013: Maß für Maß von William Shakespeare, Regie: Declan Donnellan – junger Adeliger Claudio[11]
- 2014: O. Henry Christmas stories/Das Geschenk der Weisen, Musical von P. Extroma, Übersetzung und Regie: A. Frandetti – Jim[12]
- 2016: The house that Swift built von Grigori Gorin, Regie: E. Pisarev – der Gelehrte[13]

### Moskauer-Tabakow-Theater
- 2017: Stage Beauty von Jeffrey Hatcher (Complete Female Stage Beauty), Regie: E. Pisarew – George Villiers, 2. Duke von Buckingham[14]

## Filmografie (Auswahl)
- 2010: Ohne Worte (Без слов Bez Slow) – deutscher Soldat[15]
- 2013: Gewohnheit sich zu trennen (Привычка расставаться Privychka rasstavatsya) – Maxim
- 2013: Istrebiteli (Истребители Istrebiteli, TV-Serie) – Vasiljev
- 2014: Das Schiff (Корабль Korabel, Fernsehserie) – Andrej
- 2015: Ich erinnere mich – ich erinnere mich nicht! (Помню – не помню! Pomnju – ne pomnju!) – Nikita
- 2015: Quest (Квест Kwest, TV-Serie) – Grek (der Grieche)
- 2015: Ein Blick aus der Vergangenheit (Взгляд из прошлого Wzgjad iz proschlogo, Mini-TV-Serie) – Mark Sosnovsky
- 2015: Die Mütter (Мамочки Mamotschki, Fernsehserie, 1. Staffel) – Swetas Ex-Mann
- 2015: Das Dach der Welt (Крыша мира Krischa mira, TV-Serie, 2. Staffel) – Mark
- 2015: Die Beflügelten (Окрыленные Okryljonnye, Serie) – Dieter
- 2016: Lügen der Rettung wegen (Ложь во спасение Lozh wo spasenie, Mini-Serie) – Journalist Andrej Zabrodin
- 2016: Der Schakal (Шакал Schakal, Fernsehserie) – Clyde Barrow
- 2016: Die Jäger (Охотники Okhotnikihi, historische Serie) – illegaler Verkäufer Ilya
- 2017: Nichts geschieht zweimal (Ничто не случается дважды Nitschto ne slutschaetza dwazhdy, Serie) – Jury Potechin
- 2017: Die Optimisten (Оптимисты Optimisty, Fernsehserie)[16] – Musiker Ilya
- 2017: Der Leidensweg (TV-Serie) – Offizier Zhukov
- 2018: Der verlorene Ort (Proigrannoe mesto) – ein Typ
- 2018: Die Birke (Березка Beryozka, Fernsehserie)[17] – Aleksej Pokrovsky, Superstar des Tanzansambles «Die Birke»
- 2018: Die blutige Herrin (Кровавая барыня Krovavaya barinya) – Sergei Wassiljewitsch Saltykow, Liebhaber von Darja Nikolajewna Saltykowa
- 2019: Godunov. Die Fortsetzung (Годунов. Продолжение. Godunov. Prodolzhenie. Fernsehserie) – Wassili Wassiljewitsch Golizyn, russischer Adeliger
- 2019: Der Angeklagte (Подсудимый Podsudimyj) – Aleksej Nesterov und sein Zwillingsbruder Dimitrij Nesterov[18]
- 2019: Hide and Seek (Прятки Pryatki) – Maxim Schumov
- 2019: Dr. Baby Dust 4 (Женский доктор Zhenskij doktor, Fernsehserie, 4. Staffel) – Alexander Radionov, Frauenarzt
- 2020–22: Der Abprallschuss (Рикошет Rikoschet) – Pavel Belov, Polizist
- 2020: Before It’s Too Late (Успеть все исправить Uspet wsjo isprawit, Mini-Serie) – Geschäftsmann Egor Kormilzev
- 2024–2025: Kordon (Кордон Kordon) – Ehemaliger Grenzschutzbeamte Aleksander (Sasha) Dymov

## Musikvideos (Auswahl)
- 2010: Missglücktes „Sich Ergeben“ (Явка провалилась Jawka prowalilas), Video von Michail Charlamov (Studio GS)
- 2013: Sei nicht zu schön (Не родись красивой Ne rodis krasiwoj), Video der Musikband „Die Fabrik“[19]
- 2014. Superhero von Basta (Soundtrack zum Film The Amazing Spider-Man 2: Rise of Electro)[20]
- 2015: Mit goldenen Fischen (С золотыми рыбками S zolotymi rybkami) von MaxSim[21]
- 2017: Die Brücken (Мосты Mosty) von Anna Rjapassowa[22]
- 2017: Ich bin allein (Я одна Ja odna) von Kristina Orsa[23]

## Auszeichnungen und Nominierungen
- 2011 Preisträger des Festivals „Die heilige Anna (Святая Анна Swjataja Anna)“ für die schauspielerische Leistung im Kurzfilm „Ohne Worte (Без слов Bez slow)“ von Iwan Schachnasarow.[15][24]